# 神流川橋 (国道17号)
神流川橋（かんながわばし）は、埼玉県児玉郡上里町勅使河原と群馬県高崎市新町の間を流れる神流川に架かる国道17号本庄道路の橋。

## 概要
神流川の最下流に架かる。一般国道17号バイパスの本庄道路の橋梁であり、2022年（令和4年）12月3日に取り付け部を含む延長約1.4 km区間が暫定2車線で開通した。全長729 m、幅員11.25 mの鋼7+8連続鈑桁橋で、下流側に歩道が設置されている。
旧橋梁は1934年（昭和9年）9月2日に架橋された。橋長は410.4メートル、幅員7.5メートル、支間長22.2メートルの18径間単純鋼鈑桁橋で、歩道は下流側に設置されていた。架橋から90年近く経過し老朽化していること、交通量に対して道幅が狭くボトルネックになっていることから、下流側に新橋が架橋され、旧橋は通行止めになった。
今後は旧橋を撤去し、跡地の一部用地を利用して新橋の4車線化が行われる。4車線化完成後は幅員24.25メートル、両側に歩道が設置される計画である。

### 諸元
- 路線名 - 一般国道17号本庄道路
- 形式 - 鋼7径間および8径間連続非合成鈑桁橋
- 活荷重 - B活荷重
- 橋長 - 729.0 m
  - 支間割 - (41.8 m + 5×42.7 m + 32.8 m) + (47.4 m + 6×57.0 m + 47.6 m)
- 幅員
  - 総幅員 - 2×15.450 m
  - 有効幅員 - 2×11.25 m
  - 車道 - 2×7.75 m
  - 歩道 - 2×3.50 m
- 床版 - 鉄筋コンクリート
- 施工 - 日本ファブテック（1期橋A1 - P8）・日本橋梁（1期橋P8 - A2）

## 歴史

### 旧橋諸元
- 路線名 - 一般国道17号
- 形式 - 鋼単純非合成鈑桁橋18連
- 橋長 - 410.1 m
  - 支間割 - 18×22.2 m
- 幅員
  - 総幅員 - 9.720 m
  - 有効幅員 - 9.000 m
  - 車道 - 7.500 m
  - 歩道 - 片側1.500 m
- 床版 - 鉄筋コンクリート
- 施工 - 宮地鐵工所[注釈 1]

### 神流川の渡し

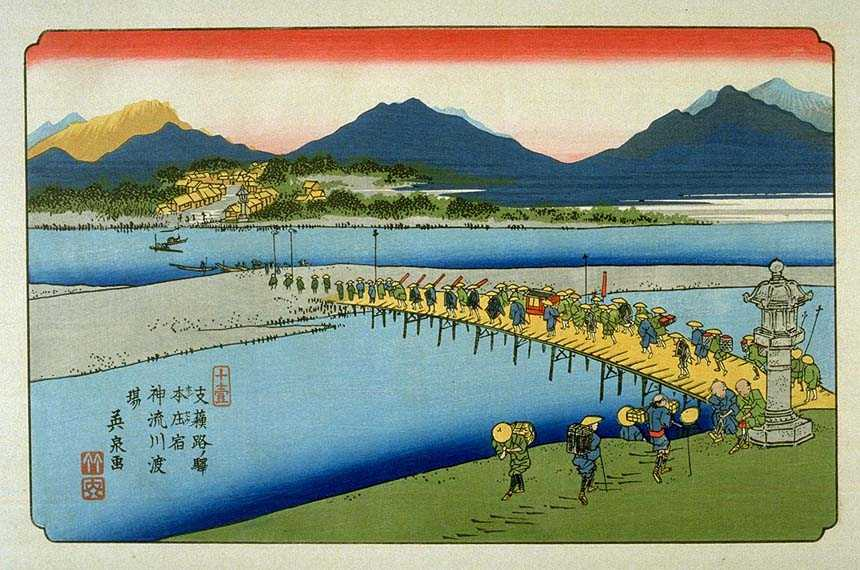
支蘓路ノ驛 本庄宿 神流川渡場

「神流川の渡し」または「勅使河原の渡し」は、武蔵国加美郡勅使河原村と上野国多野郡新町を結ぶ中山道の渡船であった。1777年（安永6年）には公式に渡船場が設置されていたとされる。渡船場には1781年（天明元年）に本庄宿の戸谷三右衛門により、長さ30間（約54.5メートル）、幅2間（約3.6メートル）の土橋が架設されたという。

## 周辺
天正10年〈1582年〉に滝川一益と北条氏直・氏邦の合戦（神流川の戦い）が行われており、橋の西詰に「神流川古戦場の碑」が設置されている。
- 陸上自衛隊新町駐屯地
- 上里町立賀美小学校

## ギャラリー

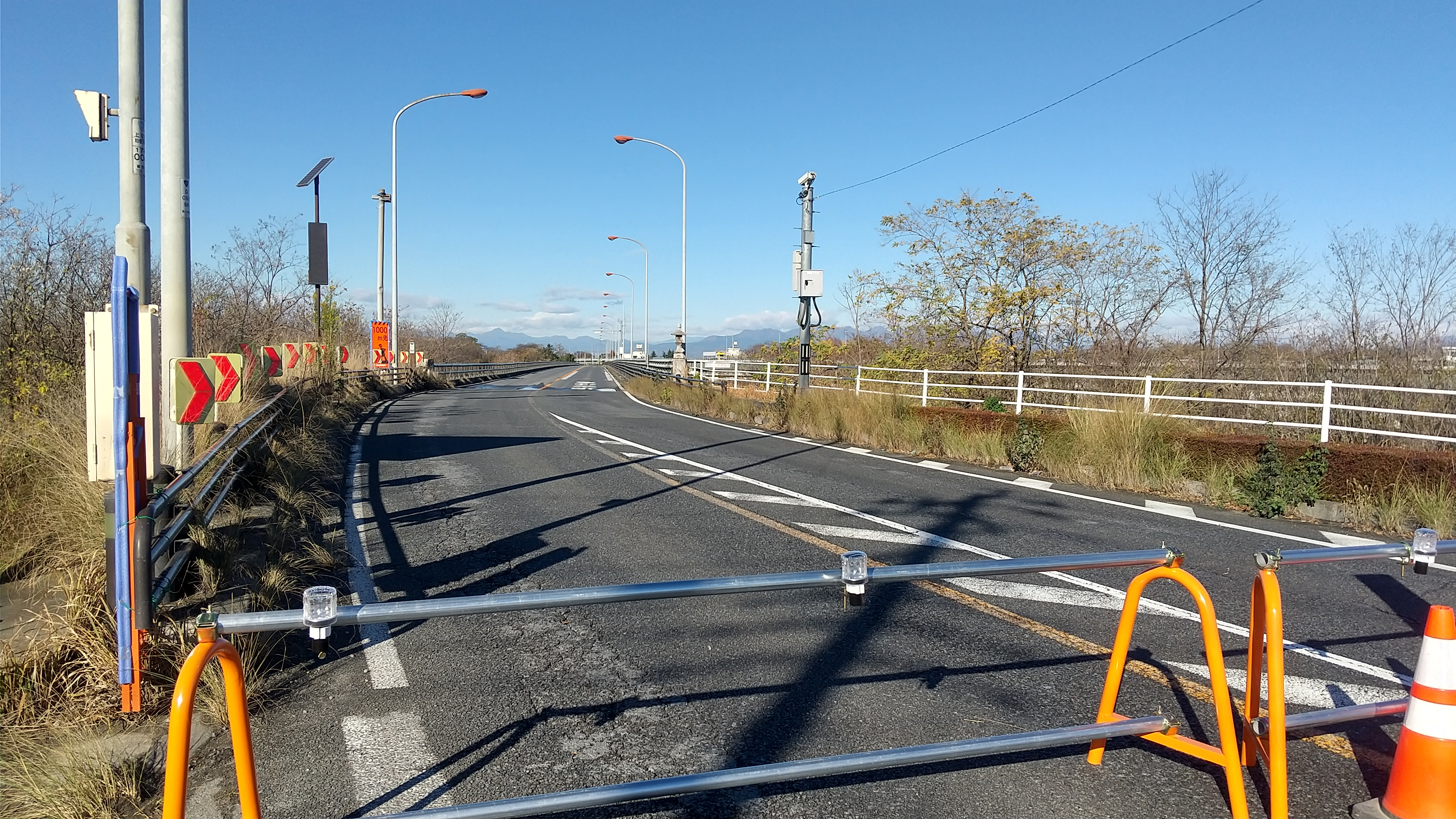
旧神流川橋

## 隣の橋
高崎線神流川橋梁 - 神流川橋 - 烏川に合流